# Атанасов, Рашко Атанасов
Рашко Атанасов Атанасов (болг. Рашко Атанасов Атанасов; 13 августа 1885, Велико-Тырново — 1 февраля 1945, София) — болгарский военный и политический деятель. Генерал-майор (1935). Министр внутренних дел и здравоохранения (1935). Председатель Болгарского олимпийского комитета. 

## Биография
Рашко Атанасов родился 13 августа 1885 года в Велико-Тырново. 
На военную службу поступил 8 сентября 1900 года в возрасте 15 лет. 2 августа 1905 года окончил военное училище в Софиии в чине подпоручика, после чего был направлен в 5-й пехотный полк, который дислоцировался в Велико-Тырново, а после — в Шумене. С 6 марта 1909 года по 7 июня 1910 года служил в резерве.
В начале Первой Балканской войны был назначен адъютантом командира 9-го пехотного полка, а во время Первой мировой войны был командиром роты 50-го пехотного полка. 
В 1921 году окончил Военную академию, после чего преподавал в Военном училище до 1923 года. В последующие годы служил начальником штаба 6-й пехотной бригады, а в 1931 году стал начальником штаба 1-го Военно-инспекторского округа, затем начальник Школы офицеров запаса.
После переворота 1934 года Атанасов был переведен в штаб армии, где занял должность начальника отдела, за службу в котором в том же году был награжден орденом «Св. Александр» 2 степени. В начале 1935 года он был произведен в генерал-майоры и назначен инспектором пехоты. Также, с апреля по ноябрь того же года, он был министром внутренних дел и здравоохранения в правительстве Андрея Тошева.
В 1935 году Рашко Атанасов был уволен из армии. С 1941 по 1944 гг. был председателем БОКа, однако из-за Второй мировой войны Олимпийские игры не проводились. После государственного переворота  в 1944 году БОК прекратил свою деятельность.
Рашко Атанасов был приговорен Народным судом к смертной казни и расстрелян 1 февраля 1945 года. Приговор был отменен решением Верховного суда № 243 от 1996 года.